# Хол (окръг, Небраска)
Вижте пояснителната страница за други значения на Хол.
Окръг Хол (на английски: Hall County) е окръг в щата Небраска, Съединени американски щати. Площта му е 1430 km², а населението - 53 534 души (2000). Административен център е град Гранд Айлънд.